# Cosmografía

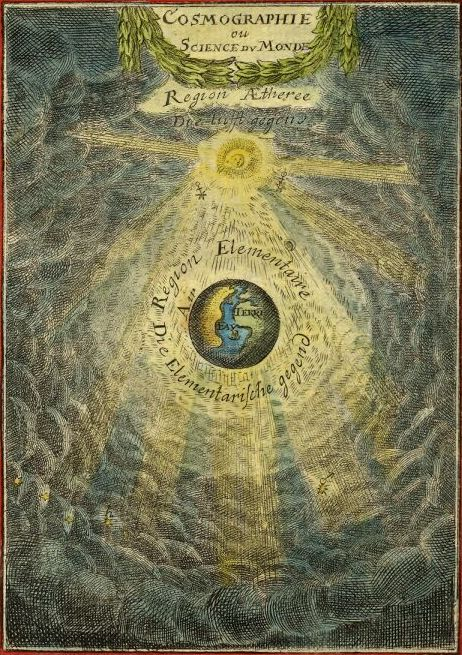
Todos los mapas y vistas aquí mostrados proceden de diferentes ediciones (1683-1719) de Mallet; algunos de ellos provienen de traducciones al alemán e italiano, y algunos de reediciones posteriores de otros, con o sin pequeñas modificaciones. (Como referencia: *una lista completa de mapas y vistas de Mallet*.) Muchos de los mapas y vistas que se muestran aquí tienen colores modernos a mano. Las imágenes provienen de varias ofertas de *el cuadro de honor de fuentes de mapas*.

La cosmografía es la ciencia que describe las características del universo en forma de mapas, combinando elementos de la geografía y la astronomía. El término cosmografía aparece en la obra de Claudio Ptolomeo (siglo II d. C.).
En el siglo XVI se utilizó en España para designar a la escuela creada por la Casa de Contratación de Sevilla, para englobar todas las materias relacionadas con la navegación transatlántica, en la que era imprescindible la preparación matemática y conocimientos de Astronomía. 
Previamente, la acumulación de saber cosmográfico en el suroeste de Europa había sido muy importante desde los siglos finales de la Edad Media, fundamentalmente en los reinos cristianos peninsulares que, para liberarse del monopolio que tenían los comerciantes italianos (sobre todo genoveses) en el comercio con Oriente, a través del Imperio Otomano, experimentaron la navegación atlántica hasta los puertos flamencos, se extienden hacia el sur a costa de los musulmanes, buscando un camino hacia Oriente que no atravesara tierras otomanas: tanto Portugal (Enrique el Navegante y la escuela de Sagres), buscando la ruta a la India rodeando África, como la Corona de Aragón (portulanos mallorquines), y Castilla que, buscando la ruta a Oriente (a la India y China) navegando hacia Occidente, culmina con el Descubrimiento de América.
Una cuestión importante es que, tanto en Portugal como en Castilla, se tenían estos conocimientos en el más absoluto secreto, para que los navegantes de otras naciones no supieran lo que ellos conocían. Algunos cosmógrafos sobresalientes fueron Martín Cortés de Albacar, Juan López de Velasco o Pedro Ambrosio de Ondériz.